# Дрогобицький обласний комітет ЛКСМУ
Дрогобицький обласний комітет ЛКСМУ (комсомолу) — орган управління Дрогобицькою обласною комсомольською організацією Ле́нінської Комуністи́чної Спі́лки Мо́лоді Украї́ни (ЛКСМУ) (1939–1959 роки). Дрогобицька область утворена 27 листопада 1939 року. 21 травня 1959 року область ліквідована і передана до складу Львівської області.

## Перші секретарі обласного комітету (обкому) комсомолу
- листопад 1939 — 1940 — Ряжечкін Сергій Федорович
- 1940 — червень 1941 — Бурушкін Микола Миколайович
- 1944 — жовтень 1946 — Кисельов Євген Федорович
- жовтень 1946 — 1948 — Дмитрук Василь Михайлович
- 1948 — вересень 1950 — Смирнов Леонід Васильович
- вересень 1950 — 17 січня 1954 — Колосовська Ганна Федорівна
- 17 січня 1954 — листопад 1957 — Торбяк Тарас Миколайович
- листопад 1957 — травень 1959 — Савченко Микола Олексійович